# Профсоюзная улица (Москва)
Профсою́зная у́лица (название с 7 февраля 1958 года) — улица в Юго-Западном административном округе города Москвы на территории районов Академический, Коньково, Обручевский, Тёплый Стан, Черёмушки, Ясенево. 
Улица проходит от площади Хо Ши Мина до МКАД. Далее за МКАД продолжается как федеральная трасса А130 на Троицк, Обнинск, Рославль и называется Калужским шоссе. Профсоюзная улица пересекает улицы Дмитрия Ульянова (на пересечении — Площадь Хо Ши Мина), Кедрова, Кржижановского, Нахимовский проспект (на пересечении — площадь Иосипа Броз Тито), улицы Гарибальди, Намёткина, Обручева, Бутлерова, Миклухо-Маклая (на пересечении — Площадь Мартина Лютера Кинга), Островитянова; влево от Профсоюзной улицы отходят улицы Генерала Антонова (между улицами Бутлерова и Миклухо-Маклая), Санаторная аллея, ведущая к санаторию «Узкое», Новоясеневский проспект; справа в неё вливаются улицы Тёплый Стан и (в непосредственной близости от МКАД) Генерала Тюленева. Профсоюзная улица является одной из главных магистралей юго-запада Москвы. От метро «Коньково» до пересечения с улицей Академика Капицы она также выступает в качестве границы между районами Коньково и Тёплый Стан.

## Происхождение названия
Названа 7 февраля 1958 года в честь советских профсоюзов и в связи с их 40-летием. В 1955—1958 годах часть улицы называлась 4-й Черёмушкинской улицей по застройке местности Черёмушки.

## История
Улица возникла в начале 1950-х годах после застройки 1-го квартала Новых Черёмушек и первоначально не имела названия. В 1951 году по ней провели первый автобусный маршрут — № 28. Самая старая часть Профсоюзной улицы между улицами Дмитрия Ульянова и Кржижановского застраивалась в 1952—1956 годах. Следующий участок Профсоюзной улицы до улицы Гарибальди проложен в 1963 году. В 1961—1962, 1972—1974 и 1986—1988 годах под улицей строилась Калужско-Рижская линия метро. В начале 1970-х годов Профсоюзная улица продлена до МКАД параллельно старому Калужскому шоссе, которое вскоре утратило значение транспортной магистрали, а затем отчасти исчезло, отчасти сохранилось в виде второстепенных проездов. Во второй половине 1960-х первой половине 1970-х годов на Профсоюзной улице на месте бывших сёл и деревень Беляево-Дальнее, Деревлёво, Сергиевское-Коньково, Коньково-Троицкое, Верхние и Нижние Тёплые Станы построены жилые районы Беляево-Богородское, Коньково-Деревлёво и Тёплый Стан. В 1977 году в ознаменование 60-й годовщины Великой Октябрьской социалистической революции начальная часть улицы была переименована в проспект 60-летия Октября, в результате чего все номера домов по многокилометровой улице пришлось уменьшать: дом № 24 получил № 2, а № 25 — № 1 и т. д. В 1978 году по значительному отрезку Профсоюзной улицы провели троллейбусную линию (маршрут 72). В 2003 году в начале улицы созданы три сквера, посвящённые русским поэтам Пушкину, Лермонтову и Тютчеву. 24 октября 2013 года на пересечении Профсоюзной улицы с улицей Тёплый Стан и Новоясеневским проспектом открыта двухуровневая транспортная развязка с эстакадой.

## Примечательные здания и сооружения

### По нечётной стороне
- № 1/24 — «Генеральский дом» (1957)
- № 5/9 — жилой дом. Здесь жил гельминтолог В. С. Ершов[5].
- № 13/12 — жилой дом. Здесь в 1958—1979 годах жил лётчик, Герой Советского Союза И. В. Шмелёв[6].
- № 21/51 — Институт научной информации по общественным наукам РАН (1975, архитекторы Я. Б. Белопольский, Е. П. Вулых и Л. В. Мисожников)
- № 23 — Институт мировой экономики и международных отношений (ИМЭМО) РАН
- № 43, корп. 1 и 2 — кирпичные дома жилого массива «Царское село» (1983—1988). В корпусе № 1 жили учёные — химик Ю. А. Буслаев[7], физико-химик П. П. Шорыгин[8], физик-ядерщик Л. П. Феоктистов[9], специалист в области машиноведения и машиностроения К. В. Фролов[10], геолог В. В. Тихомиров[11], философ Ц. А. Степанян[12].
- № 57 — НИИ Полиграфмаш
- № 59 — депо Калужско-Рижской линии метрополитена (1962)
- № 61 — Центр культуры и искусства «Меридиан». Первоначально — дом культуры НИИ автоматики и приборостроения (архитектор В. В. Жаров)[13]
- № 61а — торгово-развлекательный центр «Калужский» (архитекторы А. Боков, Т. Жезмер, М. Силантьев, З. Циколия)[14]
- № 65 — Институт проблем управления имени В. А. Трапезникова РАН
- № 75, корп. 1 — жилой дом. Здесь в 1979—1992 годах жил артист эстрады В. Л. Ильченко[15].
- № 97 — жилой дом. Здесь жил биохимик И. Б. Збарский[16].
- перед № 123 — «Небесные ворота» на Санаторную аллею, ведущую в усадьбу Узкое.
- № 123 — Палеонтологический институт имени А. А. Борисяка РАН, Палеонтологический музей имени Ю. А. Орлова (1985—1996, архитекторы Ю. Платонов, В. Коган, В. Нагих[17])
- № 123б — Храм Казанской иконы Божией Матери в Узком (на территории усадьбы Узкое).
- № 127а — Радиоцентр «Тёплый стан» Министерства морского флота РФ
- № 127а — торгово-развлекательный центр «Принц Плаза». Построен в 2000-х годах. Архитекторы Ю. Коновалов (руководитель авторского коллектива), И. Чалов, Е. Мартина, Н. Васильева, инженеры С. Тункин, Б. Поз[18].

### По чётной стороне
- № 8, корп. 2 — жилой дом. Здесь жили актёры Валерий Золотухин[19] и Роман Карцев[источник не указан 2564 дня].
- № 64 — Военно-врачебная комиссия (ВВК) ФКУЗ МСЧ МВД России по городу Москве.
- № 70 — Институт синтетических полимерных материалов имени Н. С. Ениколопова РАН.
- № 74 — ФГБУ «Транспортный комбинат „Россия“»
- № 78 — НИИ автоматической аппаратуры им. академика В. С. Семенихина, телеканал РБК
- № 80 — Главное архивное управление города Москвы
- № 82 — Российский государственный архив научно-технической документации (РГАНТД)
- № 84/32 — Институт космических исследований РАН
- № 90 — издательство «Наука»
- № 92 — Музей-библиотека Н. Ф. Фёдорова
- № 96, корп. 4 — жилой дом. Здесь жил историк Е. В. Старостин[20].
- № 98, корп. 5 — жилой дом. Здесь в 1967—1986 годах жил физик Ю. Н. Бабаев[21].
- № 116 — Храм Троицы Живоначальной в Конькове (1697)
- № 116 корп. 1 — жилой дом. Здесь в конце 1980-х вместе с Натальей Разлоговой жил Виктор Цой[22].
- № 154 — кинотеатр «Аврора» (1987)

## Воинский памятник
- за домом № 17 корп. 1 — бетонный дот, созданный во время обороны Москвы осенью 1941 года[23]

## Рельеф
Профсоюзная улица поднимается на Теплостанскую возвышенность. Наиболее значительные подъёмы: от Нахимовского проспекта до улицы Гарибальди и от улицы Обручева до улицы Бутлерова. На Профсоюзной улице у примыкания к ней Новоясеневского проспекта находится самая высокая точка Москвы, высота которой 255 м над уровнем моря.

## Транспорт
На Профсоюзной улице расположено 7 станций Калужско-Рижской линии метро: «Академическая», «Профсоюзная», «Новые Черёмушки», «Калужская», «Беляево», «Коньково», «Тёплый Стан», и 1 станция Большой кольцевой линии: «Воронцовская». По значительным отрезкам улицы проходят автобусы 196, 250, 699, 915, с923, с976, т72, т81, н16.